# Oratorio di San Rocco (Lerici)
L'oratorio di San Rocco è un luogo di culto cattolico situato nel comune di Lerici, in largo Guglielmo Marconi, in provincia della Spezia.

## Storia

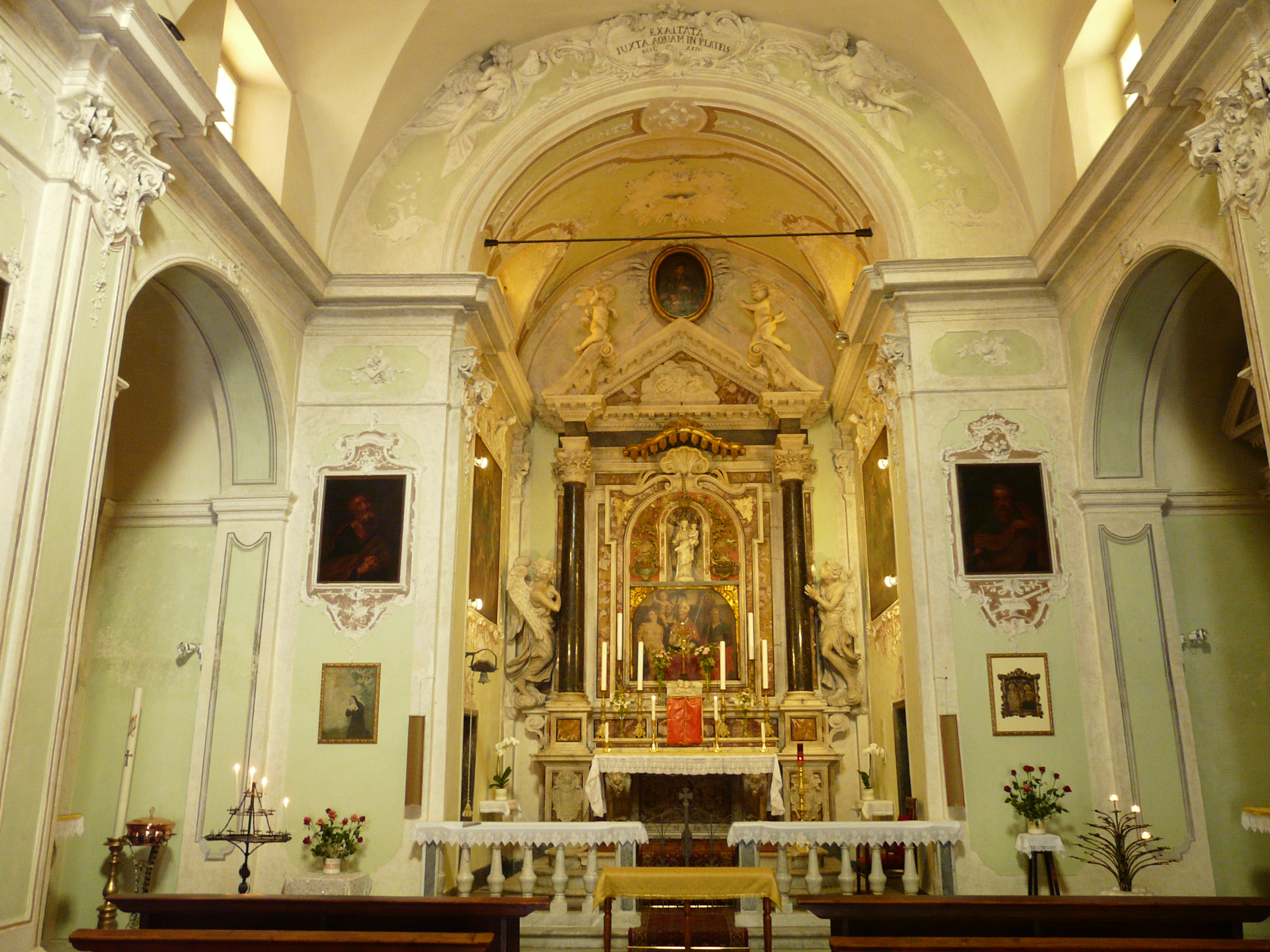
L'interno

Le fonti storiche ne attestano la presenza già dal XIII secolo, edificato nella zona più antica del centro storico lericino, ed intitolato nel 1287 ai santi Martino e Cristoforo come testimonia una lapide murata presso il campanile. La lapide porta questa iscrizione:
 Con molta probabilità la struttura religiosa sorse sulle fondamenta di un preesistente ospitale per i pellegrini.
La nuova intitolazione al santo di Montpellier avvenne durante l'epidemia di peste che colpì il borgo in un periodo posteriore al 1523, anno dell'ampliamento dell'edificio religioso che fu portato a compimento nel 1524.
L'attiguo campanile, la cui prima edificazione risalirebbe al XIV secolo, venne rimaneggiato nel corso del 1515 con l'aggiunta della cella campanaria e di una cuspide ottagonale con un ordine di bifore, in alto, e monofore al di sotto; nella parte inferiore sono stati inseriti i bassorilievi raffiguranti la Madonna col Bambino,  San Giorgio e il drago  e lo stemma della Repubblica genovese, del XVI secolo.
Nel verbale apostolico del 1584 si afferma che l'oratorio "era ben coperto e pavimentato e tutte le pareti erano intonacate ed imbiancate".
A seguito di discordie dei frati con il vescovo di Luni-Sarzana monsignor Giulio Cesare Lomellini, l'oratorio e la confraternita furono interdetti nel 1763. Solo il 24 settembre del 1794 il vescovo di Brugnato monsignor Giovanni Luca Solari benedisse nuovamente l'oratorio e nel 1797 la Confraternita fu ripristinata.
Ma negli anni 1815 e 1849 l'oratorio fu usato come quartiere della guardia nazionale e subì vari danni, sinché nel 1890 il vescovo di Luni-Sarzana e Brugnato Giacinto Rossi dichiarò l'oratorio chiesa succursale della parrocchia di Lerici.

## Descrizione

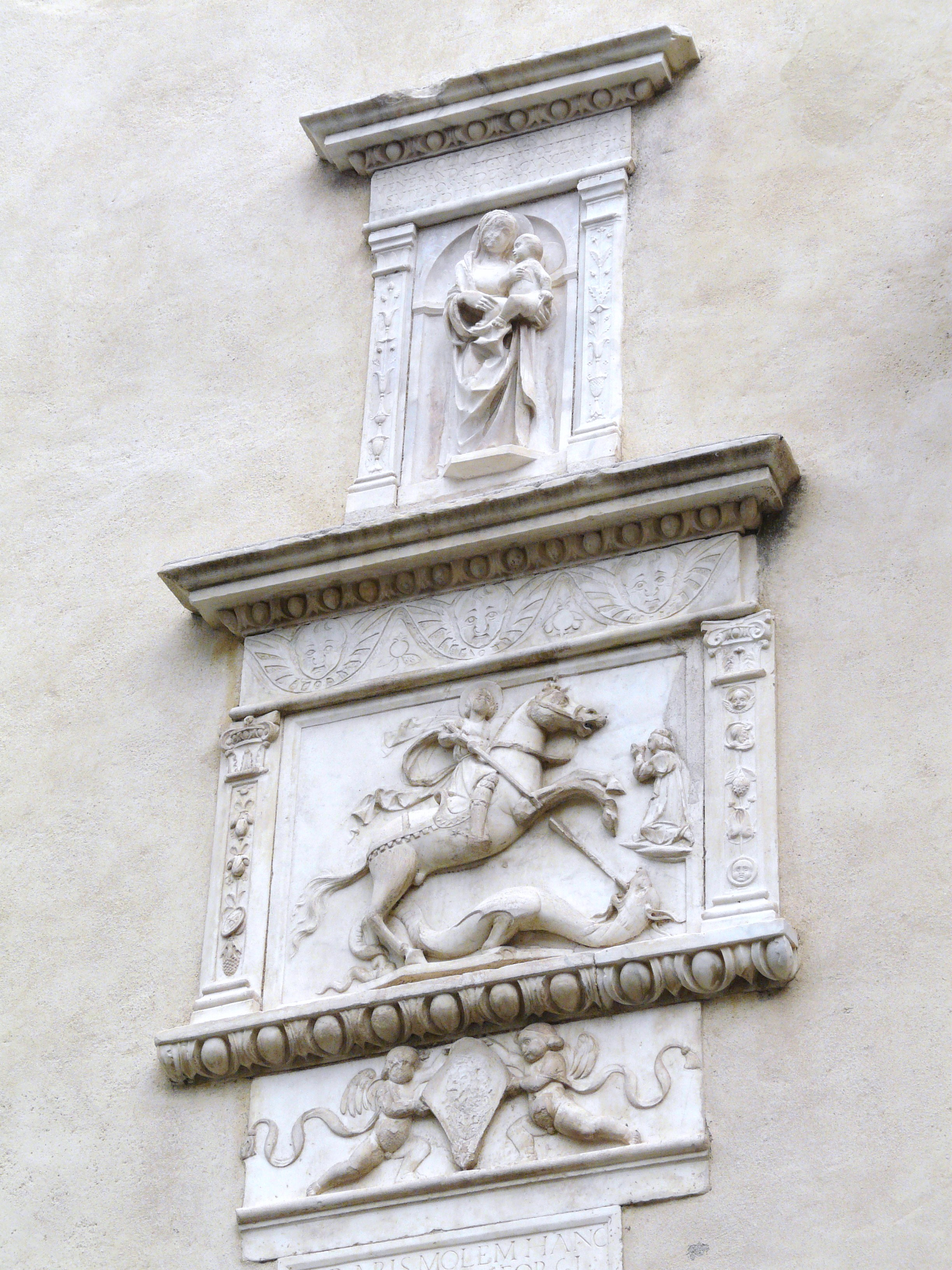
I bassorilievi del campanile

Tra le opere pittoriche sono conservate:
Altare maggiore:
- una tavola raffigurante i Santi Martino, Cristoforo, Sebastiano e Roccodella prima metà del XVI secolo;

secondo altare a destra:
- tela che raffigura la Vergine col Bambino, san Giuseppe, sant'Eligio e sant'Antonio Abate, oggi concordemente attribuita a Giovanni Battista Casoni (dopo una prima attribuzione a Domenico Fiasella);
- Madonna del Carmine e naufraghi, ex-voto, del pittore lucchese Carlo Conturi;
- San Rocco, la Madonna del Carmine e le Anime purganti, anch'essa del Conturi;
- dipinto su ardesia Madonna del Carmine tra sant'Andrea e san Rocco;
- olio su tavola raffigurante i Santi Martino, Cristoforo, Sebastiano e Rocco, della prima metà del XVI secolo.

Sono inoltre conservati diversi ex voto.